# Unión Nacional de Fuerzas Populares (Marruecos)

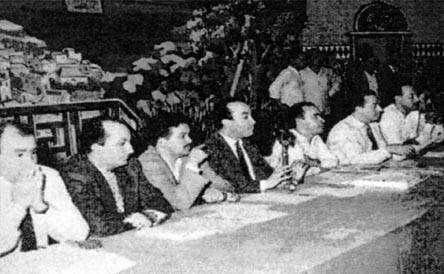
Unión Nacional de Fuerzas Populares

La Unión Nacional de Fuerzas Populares (en árabe, الإتحاد الوطني للقوات الشعبية al-Ittiḥād al-Waṭanī li-l-Quwāt aš-Šaʿbiyya) era un partido político izquierda marroquí de ideología nacionalista, republicana y socialista, cual fue antecesor de la Unión Socialista de Fuerzas Populares (USFP), fundado en Casablanca el 7 de septiembre de 1959 a partir de una escisión del Partido de la Independencia (Istiqlal).
Las discrepancias que dieron lugar a la escisión dentro del viejo partido independentista fueron las relativas al reparto de poder en Marruecos entre el rey (entonces Mohammed V) y las fuerzas políticas. El sector crítico, dirigido por Mehdi Ben Barka (responsable del Comité Ejecutivo), Mohammed Basri, Abd ar-Rahim Buabid, Abd ar-Rahman Yusufi y otros, estaba a favor de que el Istiqlal reclamara la celebración de elecciones libres y la promulgación de una constitución que limitara los poderes del monarca. Esta postura fue vista como antimonárquica por la mayoría de los dirigentes del partido (y en particular Allal al-Fasi) y se arrinconó a los críticos, que finalmente optaron por fundar su propia fuerza política.
La UNFP, de carácter izquierdista, recibió el apoyo de la mayor parte de las juventudes y el movimiento sindical del Istiqlal. Su primer programa político reclamaba elecciones libres, constitución, alfabetización, reforma agraria y otras reformas sociales e incorporación de las mujeres a la vida pública. 
Su periódico, At-Tahrir («Liberación») fue prohibido a los dos meses de fundarse el partido, y varios de sus dirigentes encarcelados, a pesar de seguir siendo un partido legal. Su mayor varapalo represivo lo recibió, sin embargo, en 1963 y 1964, cuando millares de sus militantes, incluidos la mayoría de sus dirigentes, fueron arrestados y condenados por preparar un supuesto complot contra la vida de Hasan II. Siguió siendo legal.
La UNFP tuvo gran predicamento en el Marruecos de los primeros años 60 gracias, entre otras cosas por su líder Mehdi Ben Barka, figura célebre a nivel internacional por su trabajo en el movimiento tercermundista.
En 1975 la UNFP se convertirá en Unión Socialista de Fuerzas Populares (USFP), un partido considerado de centro izquierda.
- Datos: Q692325